# Змеиново (Иркутская область)
Змеиново — село в Киренском районе Иркутской области. Входит в Киренское городское поселение.
Находится на левом берегу реки Лена, в 13 км к востоку от города Киренска. 

## Население
| 2002 | 2010 | 2011 | 2012 |
| ---- | ---- | ---- | ---- |
| 122  | ↘92  | →92  | ↘87  |